# Ulrich Roth
|  | Per a altres significats, vegeu «Ulrich Roth (jugador d'handbol)». |

Ulrich Roth   (Düsseldorf, 18 de desembre de 1954), també conegut com a Uli Jon Roth, és un guitarrista i un dels màxims contribuents del metal neo-clàssic. És el germà més gran del també guitarrista Zeno Roth.

## Carrera
A principis dels setanta, Roth forma una banda anomenada 'Dawn Road'. El 1973 forma part temporalment de Scorpions, reemplaçant el guitarrista Michael Schenker, que s'havia incorporat a UFO. Aquest fet gairebé significa la ruptura de Scorpions, que es va reforçar amb membres de Dawn Road. Els únics membres originals de Scorpions que van prevaler van ser Klaus Meine i Rudolf Schenker. Aquesta formació va gravar 5 discs molt importants, entre els quals es destaca el mític Tokyo Tapes, un directe gravat al Japó.
Roth deixa Scorpions el 1978 a causa de diferències musicals, especialment amb Rudolf Schenker, sobre l'orientació del so de la banda.
Després forma la seva pròpia banda anomenada 'Electric Sun', amb la qual grava tres discs. Es pot ressaltar la marcada diferència d'estils entre Electric Sun i Scorpions, ja que els primers, gràcies a Uli, es van basar més en temàtiques espirituals, mentre que Scorpions va començar a guanyar popularitat com a banda de Hair Metal i gairebé abandona les seves arrels fortes, fins al punt d'arribar a experimentar amb sons pop en alguna època de la seva carrera, denotant una comercialització marcada en el seu so.
A partir d'allà, Roth va experimentar en alguns projectes, dels quals es destaca la seva participació amb orquestres simfòniques europees.

## Discografia

### Amb Scorpions
- Fly to the Rainbow (1974)
- In Trance (1975)
- Virgin Killer (1976)
- Taken by Force (1977)
- Tokyo Tapes (1978)

### Amb Electric Sun
- Earthquake (1979)
- Fire Wind (1981)
- Beyond the Astral Skies (1985)

### Solo
- 1991 - Aquila Suite - 12 Arpeggio Concert Etudes for Solo Piano
- 1996 - Sky of Avalon - Prologue to the Symphonic Legends (amb l'Orquestra Sky)
- 2000 - Transcendental Sky Guitar Vol. I & II
- 2003 - Metamorphosis of Vivaldi's Four Seasons (amb l'Orquestra del mestre Toshi & The Polvorones)
- 2008 - Under a Dark Sky

Solo i treballs clàssics (no publicat)
- 1987 - Sky Concerto
- 1992 - Europa ex Favilla (simfonia)
- 1994 - Hiroshima de Profundis (simfonia)
- 1996/97/98 - Requiem for an Angel (dedicat en memòria de Monika Dannemann)

### Videografia
- 2000 - The Electric Sun Years Vol. I & II (en la sèrie de Historical Performances)
- 2002 - Legends Of Rock: Live At Castle Donington
- 2006 - Scorpions Reunion at Wacken Festival in Germany